# Aongstroemiopsis julacea
Aongstroemiopsis julacea är en bladmossart som beskrevs av Fleischer 1904. Aongstroemiopsis julacea ingår i släktet Aongstroemiopsis och familjen Dicranaceae. Inga underarter finns listade i Catalogue of Life.